# 54 f.Kr.
| 54 f.Kr.           |
| ------------------ |
| Dødsfald - Fødsler |

## Begivenheder
- Julius Cæsars andet britiske felttog.
- Ambiorix starter sit oprør i Gallien
- Grunden til Caesars forum erhverves

## Født
- Seneca den ældre (Anslået), romersk retoriker (død ca. 39)
- Albius Tibullus (Anslået), romersk digter (død ca. 19 f.Kr.)

## Dødsfald
- Catullus (Anslået), romersk digter (født ca. 84 f.Kr.)
- Aurelia Cotta, patricier og mor til Julius Cæsar (født ca. 120 f.Kr.)